# Blind Man
Blind Man is een nummer van de Amerikaanse rockband Aerosmith uit 1994. Het verscheen als nieuw nummer op hun verzamelalbum Big Ones, en was ook de eerste single van dat album.
Het nummer werd vooral in Canada en Noorwegen een hit. In de Amerikaanse Billboard Hot 100 bereikte het de 48e positie. In Nederland haalde "Blind Man" de 6e positie in de Tipparade.